# M578
M578 (англ. Light Recovery Vehicle M578) — лёгкая бронированная ремонтно-эвакуационная машина США 60-х годов. Была создана в конце 50-х годов на шасси САУ М107 и M110. Использовалась во время Вьетнамской войны.

## История создания и производства
К середине 1950-х годов на вооружении Армии США не имелось гусеничных БРЭМ лёгкой весовой категории. Попытки создания такой машины на шасси лёгкого танка M24 предпринимались ещё в годы Второй мировой войны, но были прекращены с её окончанием, а базировавшаяся на шасси нового лёгкого танка M41 БРЭМ T50 не дошла даже до стадии прототипа.
В сентябре 1956 года была утверждена разработка семейства лёгких авиатранспортабельных САУ на общем шасси, две из которых были позднее приняты на вооружение как M107 и M110. Контракт на разработку машин семейства и постройку прототипов в том же месяце был выдан фирме Pacific Car & Foundry. Поскольку шасси САУ, имевшее гидравлическую систему блокировки подвески представлялось перспективным для БРЭМ, в 1957 году в программу было включено создание семейства таких машин, разработка которых также была поручена Pacific Car & Foundry. Два построенных прототипа, которым были присвоены обозначения T119 и T120 (англ. Light Recovery Vehicle T119 / T120) использовали общее частично бронированное шасси САУ, но отличались наличием у второго бронированной башни, защищавшей крановую установку и места оператора крана и крановщика.
Технические испытания прототипа T119 проходили на Абердинском полигоне и завершились в марте 1959 года, после чего БРЭМ была переведена в Форт-Силл для войсковых испытаний, завершённых в декабре того же года. Прототип T120 проходил войсковые испытания в Форт-Ноксе, куда он был отправлен 2 марта 1959 года. В том же 1959 году базовые САУ и БРЭМ были переведены на дизельные двигатели, в рамках утверждённой Армией США программы дизелизации бронетехники и 17 сентября того же года OCM 37167 дизельным вариантам БРЭМ были присвоены обозначения T119E1 и T120E1. К тому времени, однако, было решено прекратить дальнейшие работы над небронированным вариантом БРЭМ и дизельным двигателем был переоснащён лишь прототип T120. После дальнейших испытаний, T120E1 был принят на вооружение как стандартный, под обозначением Лёгкая гусеничная бронированная ремонтно-эвакуационная машина M578 (англ. Light Full Tracked Armored Recovery Vehicle M578).
Заказ на серийное производство M578 был выдан фирме FMC и первая серийная БРЭМ сошла с конвейера в октябре 1962 года. В дальнейшем производство M578 осуществляли также Pacific Car & Founry, Bowen-McLaughlin-York, Food Machinery & Chemical и General Motors. Средняя контрактная стоимость машины для партии из 388 M578 производства Bowen-McLaughlin-York, заказанных для Армии США в 1975—1976 годах, составляла 171 000 $.

## Конструкция

### Броневой корпус и башня
Корпус машины выполнен из стальных листов высокой прочности и имеет бронированную кабину.

### Инженерное оборудование
Машина оборудована подъемным краном (с максимальной грузоподъемностью 15 тонн), тяговой и грузовой лебёдками, расположенными на полноповоротной платформе в бронированной кабине; в кабине также размещены органы управления краном и сиденья оператора и такелажника.
Приводы стрелы, поворота крана, лебёдок — гидравлические. Машина оборудована откидным сошником и выключающейся подвеской.

### Двигатель и трансмиссия
Силовая установка — 8-цилиндровый дизельный двигатель. Силовая передача гидромеханическая.

### Ходовая часть
M578 выполнена на универсальном гусеничном шасси T249.

## Состояла на вооружении
- США — не менее нескольких сотен машин[5]
- Бразилия[5]
- Великобритания[5]
- Дания[5]
- Испания[5]
- Канада[5]
- Нидерланды[5]
- Норвегия[5]

## Галерея

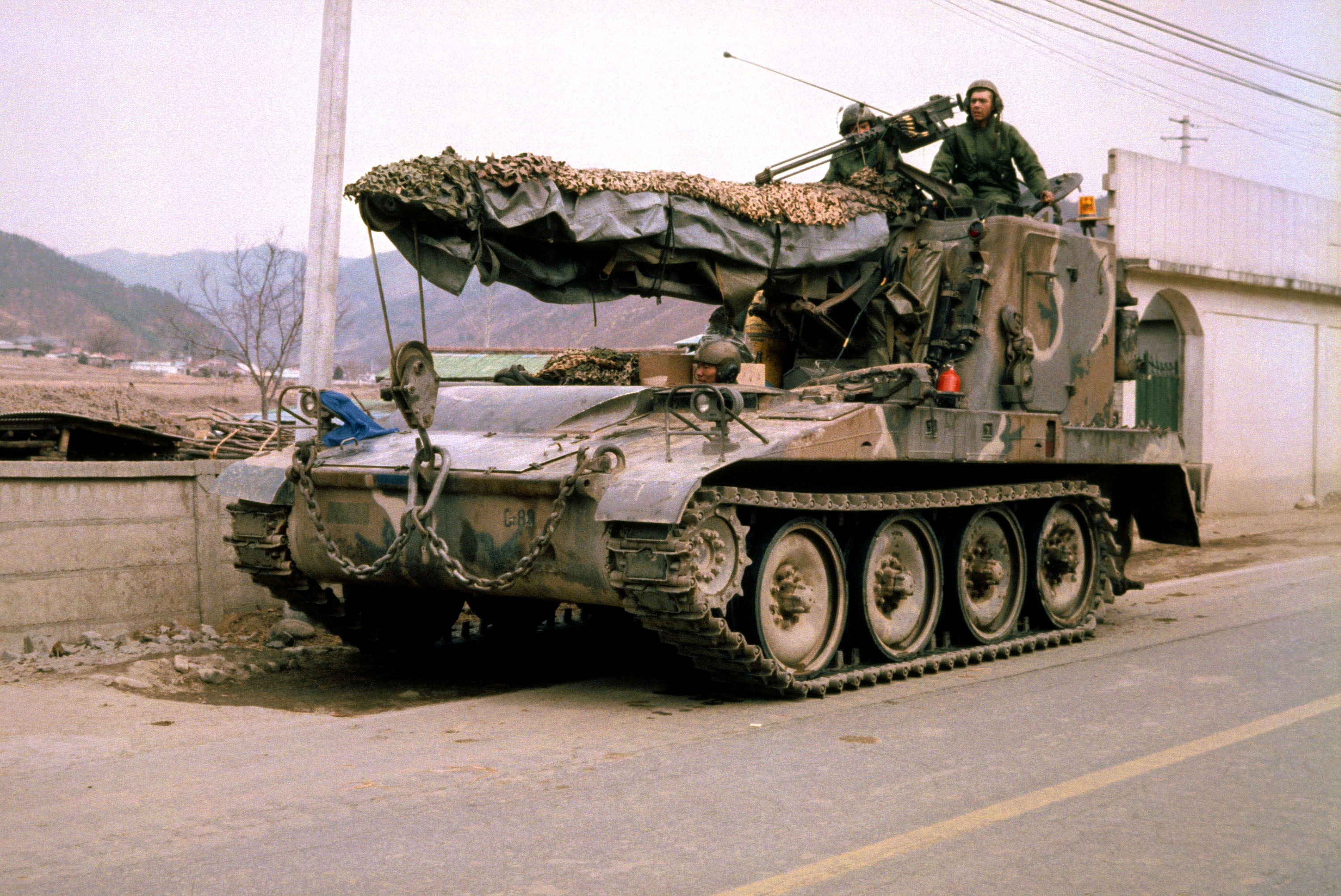
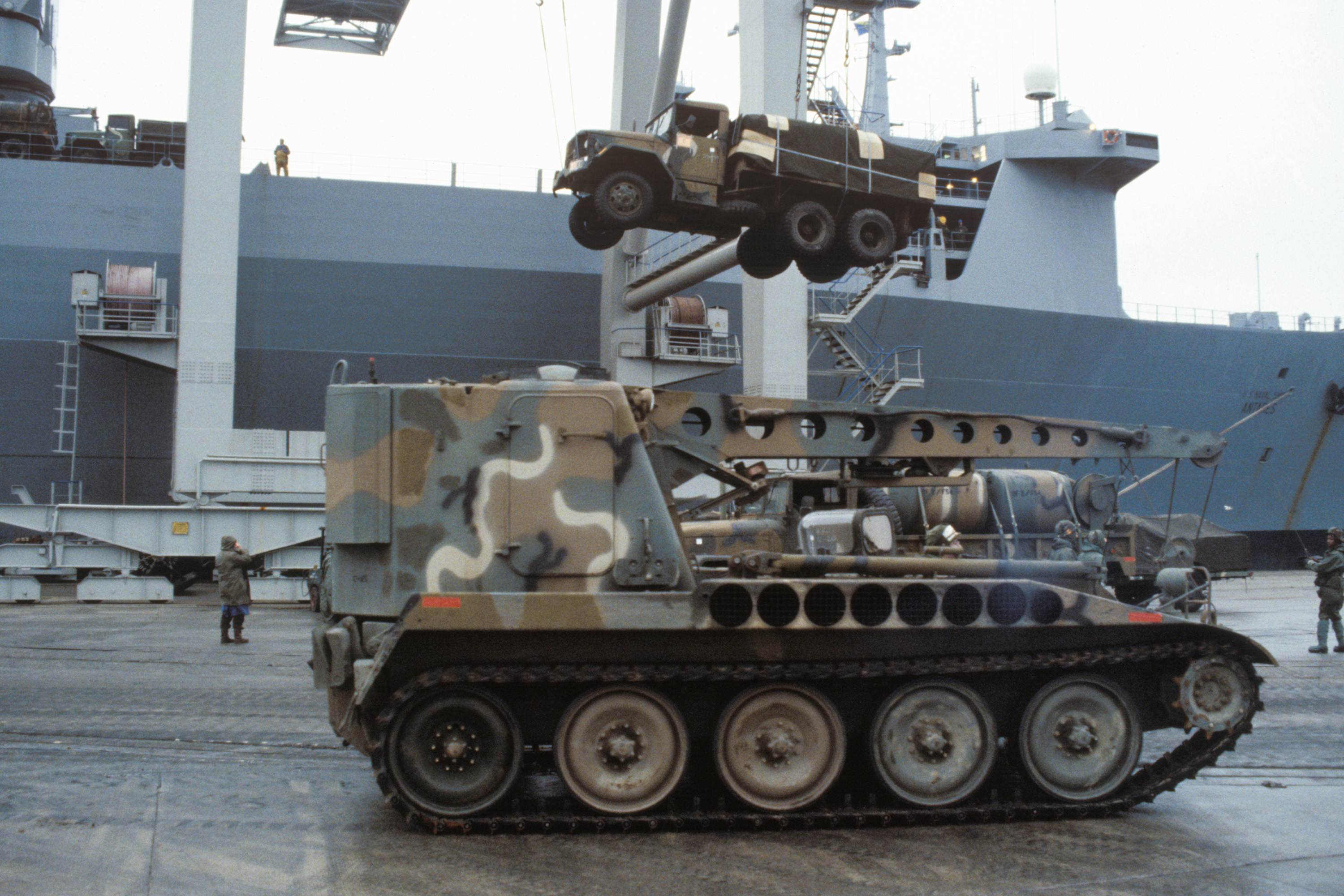
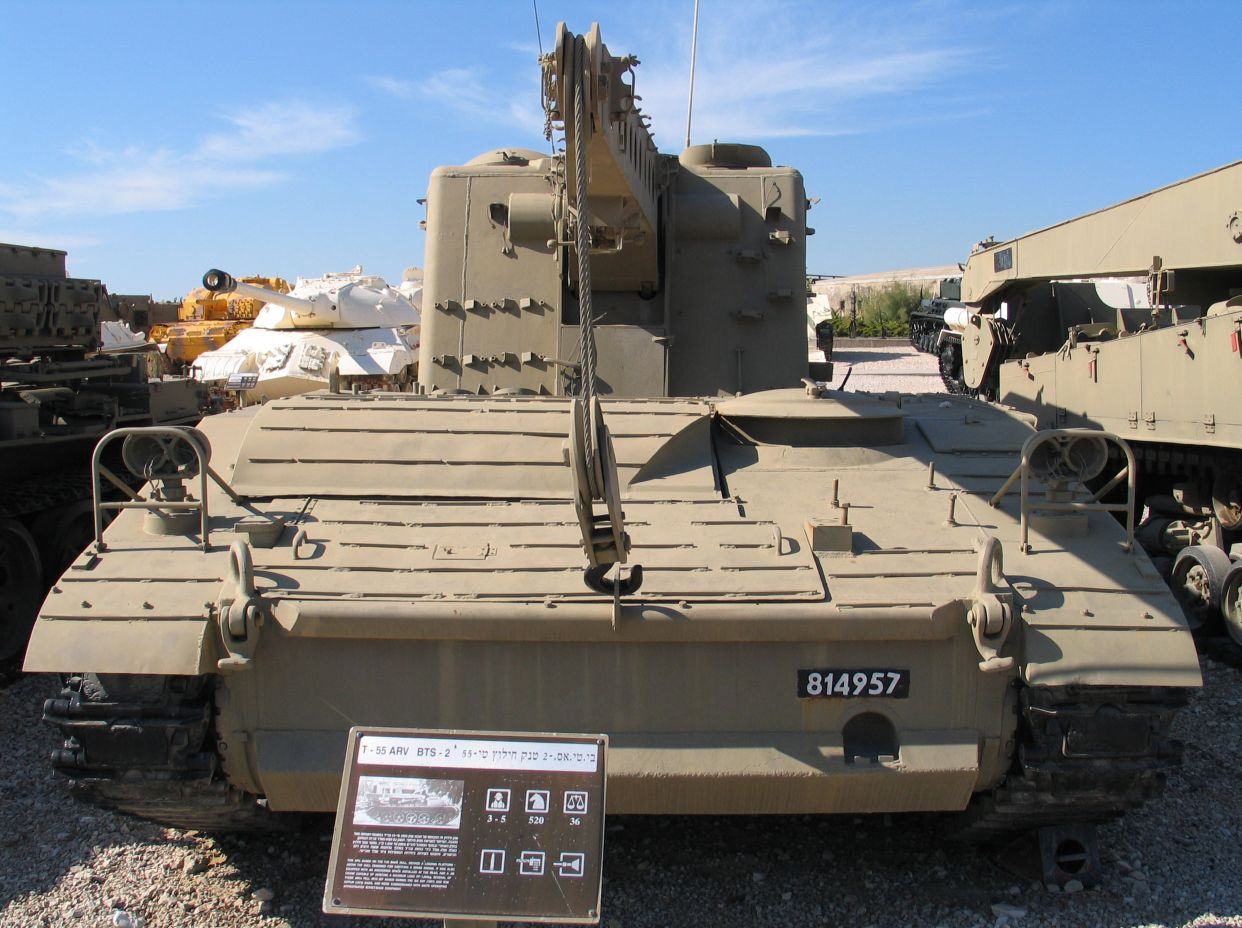
В Латруне
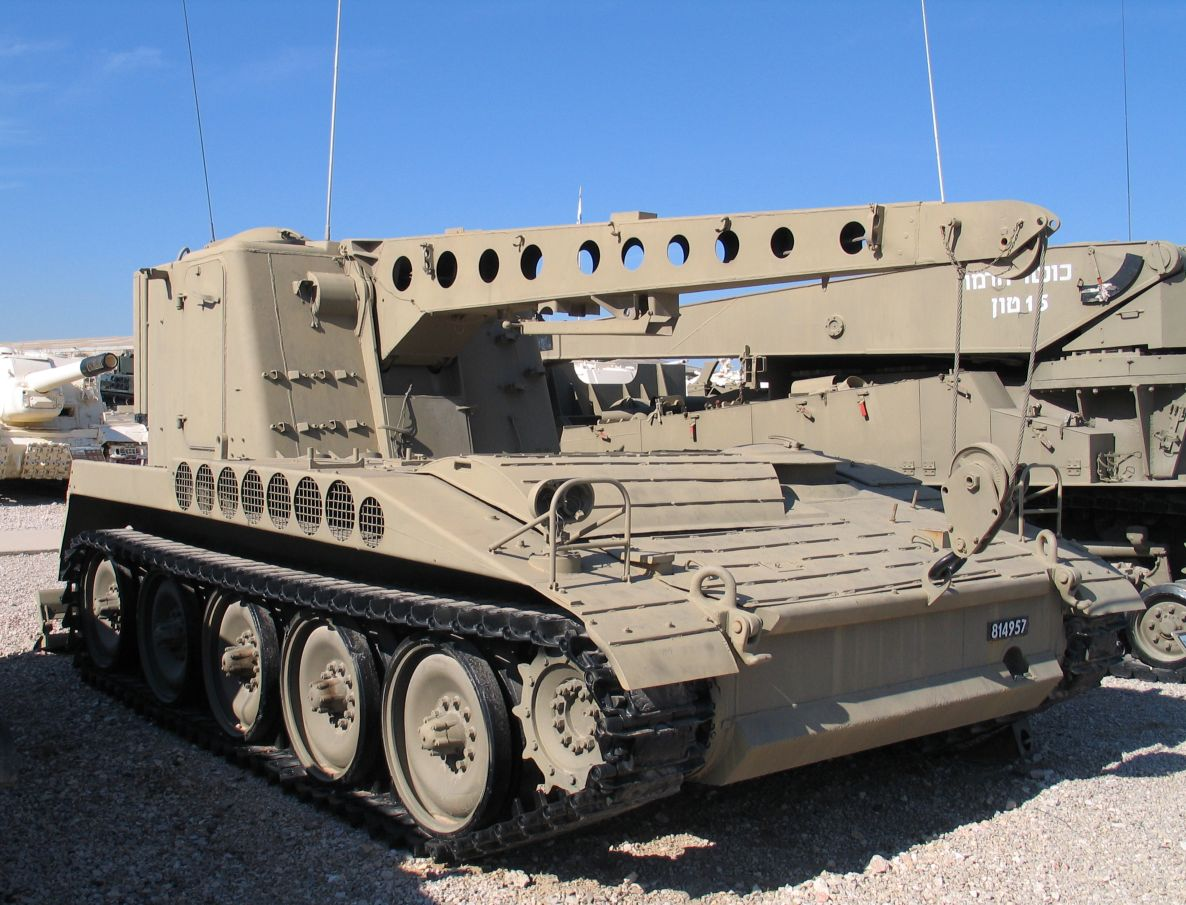
В Латруне
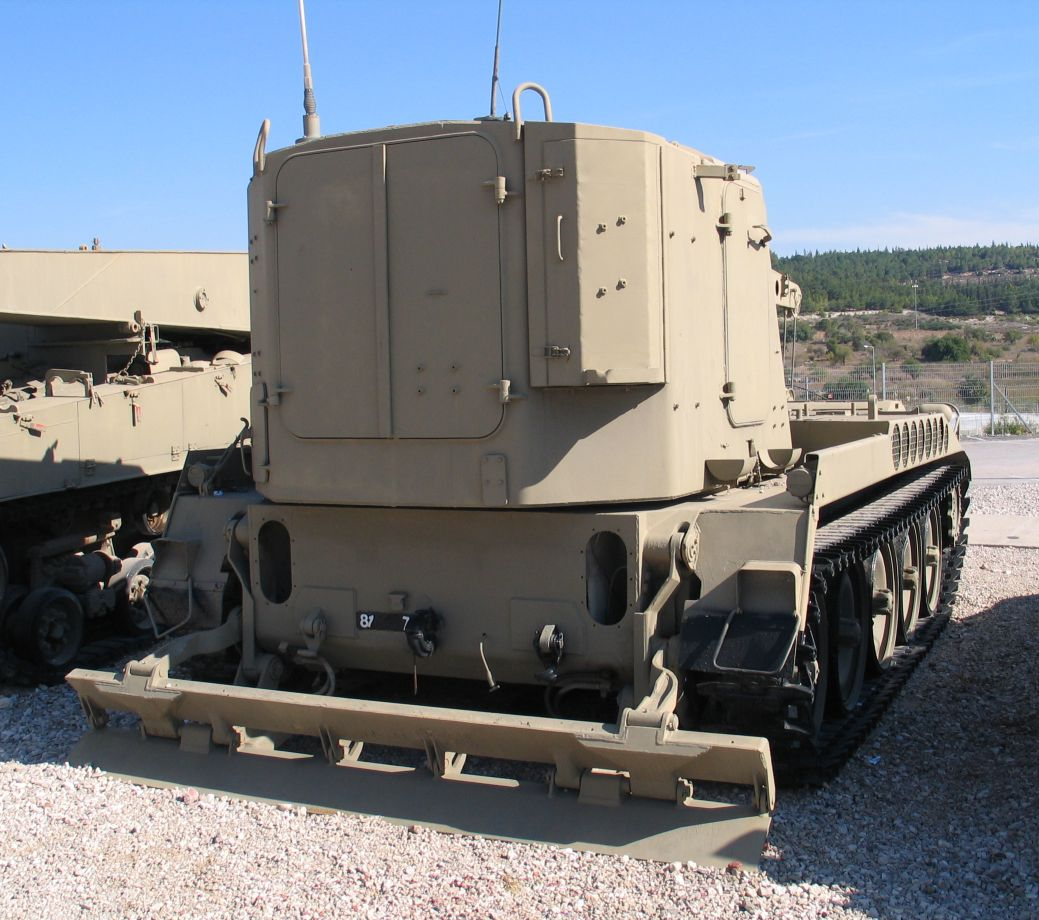
В Латруне
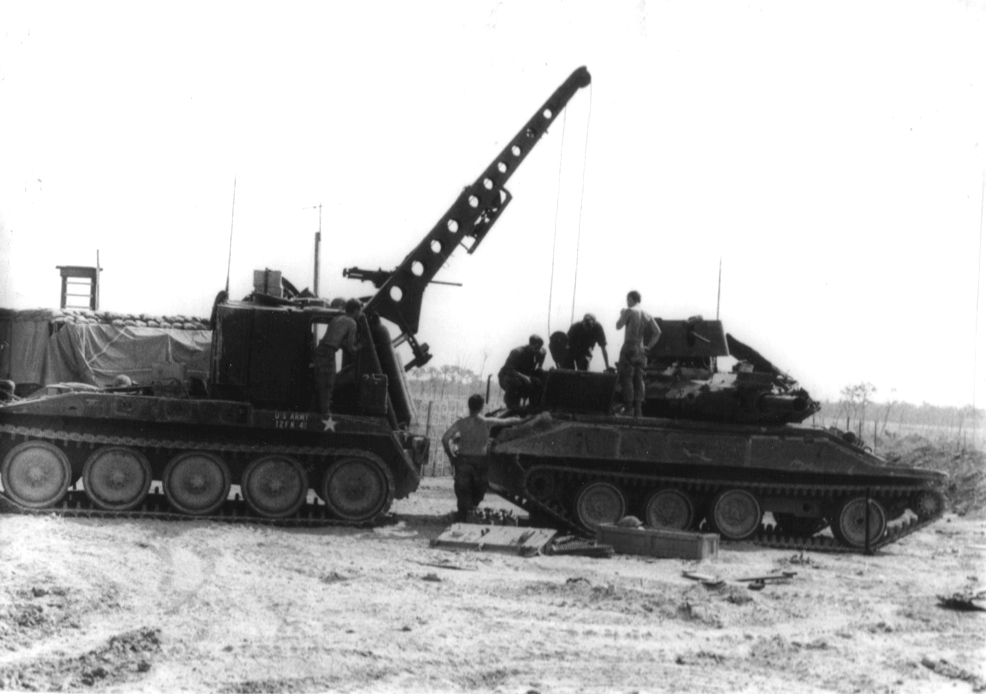
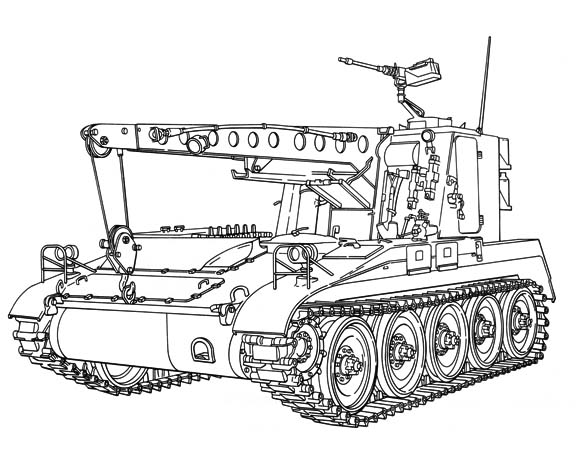